# Max Frommann
Max Frommann (* 11. August 1877 in Crailsheim als Friedrich Wilhelm Max Frommann; † 20. Dezember 1916, Truppenverbandsplatz Rocquigny) war im Ersten Weltkrieg Hauptmann und Bataillonsführer im Infanterie-Regiment „Alt-Württemberg“ (3. Württembergisches) Nr. 121 der Württembergischen Armee, das in Ludwigsburg stationiert war.

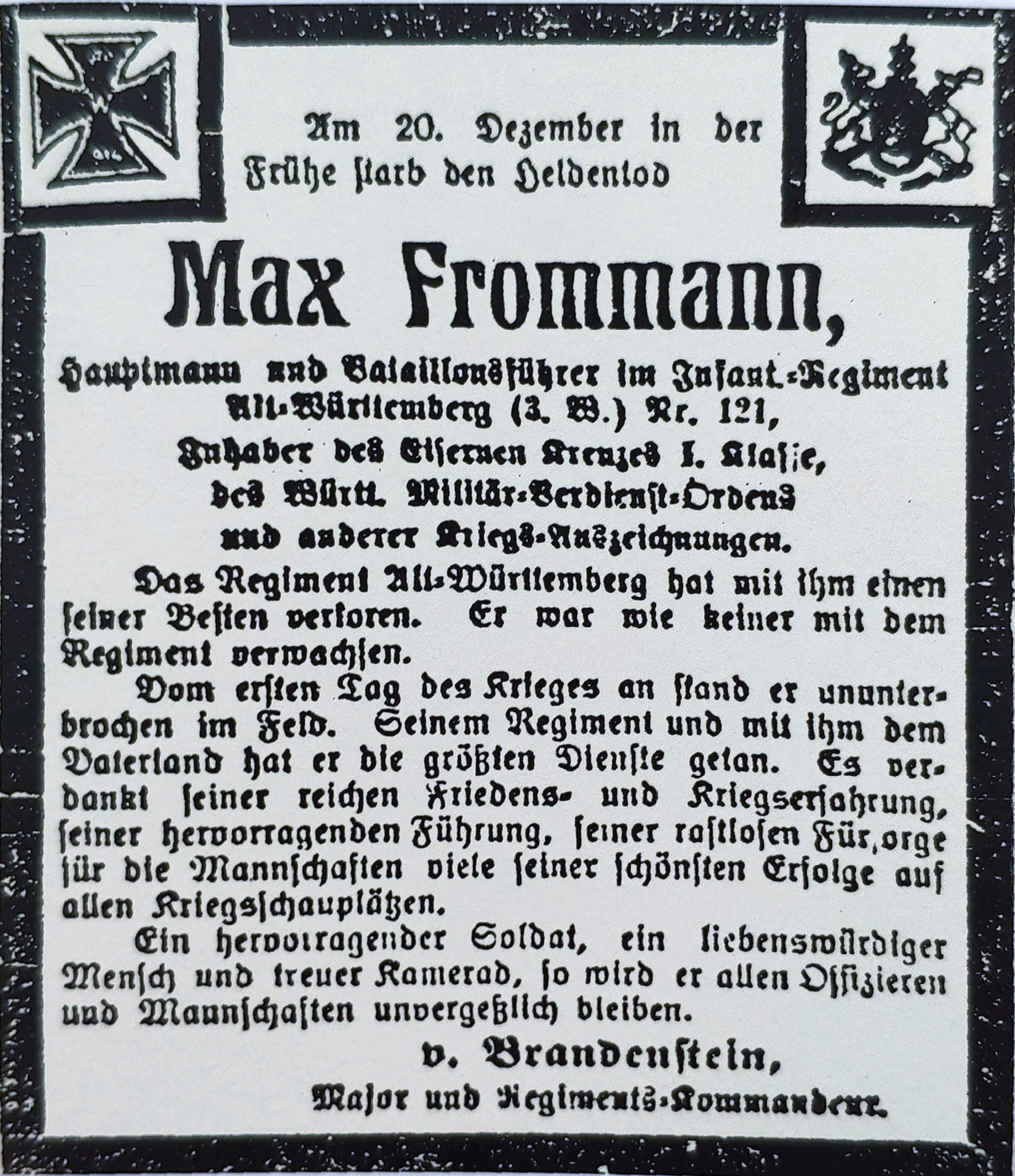
Todesanzeige durch das Regiment

1911 diente er als Oberleutnant (Beförderung am 21. April 1908) bereits im Infanterie-Regiment 121. Am 1. Oktober 1913 wurde er zum Hauptmann befördert. Später diente er im Regiment als Führer der 6. Kompanie und vorübergehend des III. Bataillons. Unter seinem Kommando konnte das III. Bataillon am 17. September 1914 u. a. 7 französische Geschütze, 24 Munitionswagen und eine Kriegskasse mit 8000 Franken erbeuten. Daraufhin schrieb der König Wilhelm II.: 
Sehr erfreut durch glänzende Waffentat des Bataillons Frommann bitte ich, dem Kommandeur und Bataillon vorläufig meine warme Anerkennung auszusprechen. 
 Er war mit dem Eisernen Kreuz 1. Klasse und mit dem Württembergischen Militär-Verdienst-Orden ausgezeichnet. Frommann starb am 20. Dezember 1916 an einer schweren Verwundung auf dem Truppenverbandsplatz in Rocquigny, Frankreich.
Als Ende der 1930er Jahre im Westen Ludwigsburgs eine Kaserne gebaut wurde, wurde sie 1938 nach ihm benannt. Ab 1952 wurde die Kaserne durch die US-Army genutzt und hieß Coffey Barracks nach Gen. John W. Coffey, der 1951 bei einem Flugzeugabsturz ums Leben gekommen war. Die ehemalige Frommannkaserne wurde 2002 abgerissen, der Name Fromannkaserne aber weiter für die auf dem Gelände entstandene Kleingartenanlage verwendet. 2022 wurde die Kleingartenanlage zugunsten eines Gewerbegebietes aufgegeben.